# Flughafen Nacala

i8
i11
i13
Der Flughafen Nacala (portugiesisch Aeroporto de Nacala, IATA-Code: MNC, ICAO-Code: FQNC) ist ein Flughafen in der Nähe der Stadt Nacala in der Provinz Nampula in Mosambik. Der ursprüngliche kleine Flugplatz wurde zwischen 2011 und 2014 im Rahmen einer bilateralen Zusammenarbeit zwischen der brasilianischen und mosambikanischen Regierung komplett neu vom Bauunternehmen der Odebrecht-Gruppe errichtet. Der Flughafen ist bis heute de facto kaum genutzt und gilt als „weißer Elefant“. Zudem sollen im Zuge der Vergabe Schmiergelder von Odebrecht an die mosambikanische Regierung geflossen sein.

## Geschichte

### Flugplatz der portugiesischen Luftwaffe
Anfang der 1960er Jahre errichtete die portugiesische Luftwaffe einen kleinen Flugplatz in der Nähe der Hafenstadt Nacala, sie trug den Namen „Aeródromo-Base N.º 5 (AB5)“. Die Luftwaffe nutzte den Flugplatz vor allem für militärische Bewegungen im Zuge des Kolonial- bzw. Unabhängigkeitskrieges in Mosambik zwischen 1962 und 1975. Der Flugplatz besaß zwei kleinere Hangars sowie einen mit Tower und eine kleine Kaserne. Nach 1975, der Unabhängigkeit Mosambiks, wurde der Flugplatz nicht weiter genutzt.

### Planungen und Ausbau
Im Zuge des seit 2010 eingetretenen Ressourcenbooms um Steinkohle und Erdgas wurden und werden zahlreiche große Bauprojekte im Norden Mosambiks geplant. Nacala, gelegen im gleichnamigen Nacala-Korridor, dient als Hafen für die aus Moatize per Eisenbahn (s. Nacala-Bahn) antransportierte Steinkohle. Letztere wird unter anderem vom brasilianischen Bergbauunternehmen Vale abgebaut. Im Zuge dessen erwartete die mosambikanische Regierung einen Aufschwung für die Stadt Nacala und die gesamte Region. Um dem Rechnung zu tragen und die Anbindung der Hafenstadt zu verbessern, suchte die mosambikanische Regierung Geldgeber für den Bau eines neuen Flughafens. Nach anderer Darstellung bot das brasilianische Unternehmen Odebrecht der Regierung den Bau an und empfahl eine Finanzierung über die brasilianische Entwicklungsbank BNDES.
Dem folgten die mosambikanische Regierung und schloss einen Vertrag über die Finanzierung mit der Entwicklungsbank BNDES. Diese stellte einen Kredit im Wert von 125 Millionen US-Dollar (auf 15 Jahre) bereit, die restliche Summe, gut 91 Millionen US-Dollar, finanzierte der mosambikanische Staat über Kredite bei der Standard Bank sowie über Staatsgarantien. Die Kredite wurden über das staatliche Unternehmen Aeroportos de Moçambique aufgenommen. Der Bauauftrag wurde direkt an das Bauunternehmen Construtora Norberto Odebrecht (bzw. Odebrecht Infra-estrutura – África, Emirados Árabes e Portugal) der Odebrecht-Gruppe vergeben. Dies war der erste Auftrag für den Neubau eines Flughafens seit der Unabhängigkeit Mosambiks 1975.
Die Bauarbeiten für den Flughafen begannen im Jahr 2011 und sollten ursprünglich 23 Monate dauern. Die Baukosten beliefen sich auf insgesamt 216,5 Millionen US-Dollar. Der Flughafen erhielt ein Passagierterminal mit einer Fläche von 15.000 Quadratmeter, das bis zu 500.000 Passagiere im Jahr abfertigen kann. Die Landebahn wurde mit 2500 Meter ausgebaut, sodass auch große Flugzeuge in Nacala landen könnten. Das kleine Frachtterminal soll bis zu 5000 Tonnen im Jahr abfertigen können. Es können bis zu vier Flugzeuge gleichzeitig abgefertigt werden. Der Entwurf des Flughafens stammt vom brasilianischen Architekturbüro Fernandes Arquitetos Associados, ausführender Architekt war Willian Tadashi S. Miyagui.
Die Eröffnung fand letztendlich im Dezember 2014 in Anwesenheit des mosambikanischen Staatspräsidenten Armando Guebuza statt.

### Zukunftsplanungen
Seit der Eröffnung ist der Flughafen nur minimal ausgelastet, er gilt als klassischer „weißer Elefant“. Erschwerend kommt hinzu, dass der Flughafen sich lediglich gut 200 Kilometer von der größten Stadt Nordmosambiks, Nampula, und dessen Flughafen entfernt befindet. Der Flughafen von Nampula wird täglich sowohl national wie international angeflogen.
Um die Auslastung des Flughafens zu erhöhen, gibt es Pläne für eine Herauslösung aus dem staatlichen Betreiber Aeroportos de Moçambique und eine Privatisierung des Flughafens. Auch soll versucht werden bewusst internationale Fluggesellschaften anzuwerben, unter anderem soll eine Arbeitsgruppe der Emirates Airlines den Flughafen besucht haben. Auch die LAM wird staatlicherseits unter Druck gesetzt, internationale Verbindungen von Nacala aus aufzunehmen. Ebenfalls wird erwogen dem Flughafen Nampula internationale Flüge zu untersagen, um diese nach Nacala zu verlegen. Zwischenzeitlich war der Flughafen als Basis für die mosambikanische Tochtergesellschaft der Ethiopian Airlines im Gespräch, aber auch diese Pläne wurden fallen gelassen. Der Vorsitzende des staatlichen Betreiber Aeroportos de Moçambique, Emanuel Chaves, gab zu, dass in absehbarer Zeit der Flughafen weiterhin nur sehr gering ausgelastet sein wird.

### Schmiergeldskandal
Im Zuge der Aufklärung des brasilianischen Großskandals Operation Lava Jato gestand das Unternehmen Odebrecht gegenüber dem US-Justizministerium in verschiedenen Ländern, darunter Mosambik, zwischen 2011 und 2014 Schmiergeld an Regierungsmitglieder gezahlt zu haben. Zwischen 2011 und 2014 war der Flughafen Nacala dort das einzige Bauprojekt der Odebrecht-Gruppe. Insgesamt sollen 900.000 US-Dollar gezahlt worden sein. Die Generalstaatsanwaltschaft Mosambiks hat die Ermittlungen aufgenommen.
Durch die Wirtschaftskrise in Mosambik ist der mosambikanische Staat inzwischen nicht mehr in der Lage, die Kreditraten zu bedienen.

## Betrieb
Der Flughafen Nacala ist heute – hinsichtlich der Einrichtungen und der möglichen Kapazität – der zweitgrößte Flughafen des Landes, nach dem Hauptstadtflughafen in Maputo. Ursprünglich, zur Eröffnung, flog der mosambikanische Flagcarrier Linhas Aéreas de Moçambique (LAM) Nacala fünf Mal pro Woche von Maputo aus an. Zwischenzeitlich wurden die Flüge aufgrund mangelnder Auslastung auf zwei pro Woche reduziert. Ab März 2022 wird der Flughafen wieder fünf Mal die Woche von Maputo aus angeflogen.
Des Weiteren fliegen kleine Flugzeuge des Bergbauunternehmens Vale den Flughafen an. Derzeit sollen gut 20.000 Passagiere den Flughafen pro Jahr nutzen, das entspricht einer Auslastung von vier Prozent.
| Fluglinie                   | Destinationen            |
| --------------------------- | ------------------------ |
| Linhas Aéreas de Moçambique | Maputo (5 Mal die Woche) |